# (9897) Malerba
(9897) Malerba (1996 CX7) – planetoida z pasa głównego asteroid okrążająca Słońce w ciągu 3,32 lat w średniej odległości 2,22 au. Odkryta 14 lutego 1996 roku.